# Julius Lange (konsthistoriker)
Julius Henrik  Lange, född den 19 juni 1838 i  Vordingborg, död den 20 augusti 1896 i Köpenhamn, var en dansk konsthistoriker, bror till Carl Georg Lange och Fritz Lange (Frederik Lange).   
Lange studerade en tid i Danska konstakademiens skolor ornamentteckning, perspektiv med mera i avsikt att utbilda sig till arkitekt, men tog i stället studentexamen 1858. Från filologiska studier övergick han till konsthistoria, började redan 1861 skriva konstkritik i Fædrelandet, fick 1862 tillfälle att besöka Italien. Han tog magistergraden 1866, började 1868 hålla konsthistoriska föreläsningar på Konstakademien, blev docent där 1870 och vid universitetet 1871, blev samma år medlem av akademien och 1874 dess sekreterare. Från denna position avgick han 1882, efter att han lagt fram ett förslag till omorganisation av akademien. Vid akademiens reformering 1887 utnyttjades vissa av Langes förslag. 
Lange utnämndes 1886 till filosofie doktor och 1888 till e.o. professor. År 1895 blev han föreståndare för Köpenhamns konstmuseums skulpturavdelning, efter att ha varit med i museets inköpsnämnd sedan 1878. Han var medlem av flera akademier (hedersledamot av Svenska konstakademien sedan 1884) och av lärda samfund (i Köpenhamn, Uppsala och Göteborg). Langes konststudier och kritiker samlades dels i böckerna Nutidskunst (1873), Billedkunst (1884) och Bastien Lepage og andre afhandlinger (1889), dels utgavs några av dem som egna volymer, bland andra: Om en række antike figurer og hoveder (1869), Om kunstværdi (där Lange betonar betydelsen av det personligt individuella förhållandet mellan konstnären och hans ämnen, 1876), Det ioniske kapitæls oprindelse og forhistorie (1877), Vor kunst og udlandets (1879). 
Lange översatte och delvis bearbetade Wilhelm Lübkes allmänna konsthistoria, skrev ett antal litterära avhandlingar, en lärd och grundlig undersökning av Roskilde domkirkes alder og stil (1890), flera konstnärsbiografier och en kort översikt över Danmarks konsthistoria till Salmonsens konversationslexikon (1895). Han försökte sig även på fyra skådespel som trycktes anonymt under titeln Kunst og politik 1885. Lustspelet Hvorhen uppfördes samma år på Kungliga teatern i Köpenhamn, men gjorde fiasko.
Som sin livsgärning betraktade Lange själv den storartat anlagda och omfattande skildringen av konstens framställning av människan under olika tider, som han planlagt redan i sina ungdomsår och som han arbetade på till sin död. Ur det omfattande verket utgav han detaljstudier om Sergel og Thorvaldsen (1886, Thorvaldsensstudien även i en tysk upplaga). År 1892 utkom verkets första del, Billedkunstens fremstilling af menneskeskikkelsen i dens ældste periode. Efter Langes död utkom dess färdiga del 2, Billedkunstens fremslilling af menneskeskikkelsen i den græske kunsts förste storhedstid (1898, tysk upplaga, vari partier av första delen ingår, 1899) samt den delvis fragmentariska och aldrig av författaren slutförda Menneskefiguren i kunstens historie fra den græske kunsts anden blomstringstid indtil vort aarhundrede (1899; även en tysk upplaga).
Langes Udvalgte Skrifter (dels sådana som tidigare inte samlats i bokform, dels ett litet urval ur Langes böcker) utgavs i tre delar av Georg Brandes och Peter Købke 1900-1903. Brandes utgav 1898 Julius Lange. Breve fra hans ungdom (senare omtryckt i Brandes samlade skrifter, 1904). Købke utgav 1902 Breve fra Julius Lange (även en tysk upplaga) och ett tilläggshäfte Efterslæt (1903). Langes byst (av Ludvig Brandstrup) ställdes upp 1899 i Köpenhamns konstmuseums portik.

## Omdömen om Lange
Lange var framför allt humanist. I ungdomsåren var estetik och filosofi hans främsta studieämnen. I konsten sökte han det mänskliga, och det etiska elementet intresserade honom mycket mera än det stilistiska. Konstens historia blev för honom (enligt Valdemar Vedel) "historisk psykologi, historisk etik, en stor, väsentlig sida av historiens filosofi". "Han var framför allt grundligt och mångsidigt lärd, liksom han var en utpräglad karaktär, på en gång individualist och representativt dansk", skriver Georg Nordensvan i Nordisk Familjebok. 
Nordensvan fortsätter: "Vidlyftiga utländska studieresor snart sagdt hvarje år gåfvo honom en för en nordbo på hans tid så godt som enastående personlig kännedom om såväl den gamla som den moderna konstens alster. Han ifrade i sina yngre år för en fosterländsk konst, för sund realism och moderna tekniska landvinningar. Men för de riktningar, som uppstodo på 1880-talet och senare, visade han mindre förstående och framhöll gentemot dem den nationella traditionen. Tyngdpunkten i hans skrifter ligger i hans utredning af antik och af renässansens konst. Han var en utmärkt föreläsare och en myndig och vederhäftig personlighet. I skandinavisk konstforskning var han vägbrytande, utan all fråga på sin tid den främste på sitt område."

## Utmärkelser
- Riddare av Dannebrogorden,  1878[3]

[Redigera Wikidata]